# ベン・マーフィー
ベン・マーフィー（1975年7月18日 - ）は、イギリスのパイロット。アクロバット飛行チーム「ザ・ブレイズ」のメンバーであり、かつてレッドブル・エアレース・ワールドシリーズに参加していた。

## キャリア

### パイロットの始まり
マーフィーは幼い頃から飛行に興味を持つようになり、イギリス空軍のパイロットだった祖父に触発されて、学校でイギリス空軍エアカデッツに参加した。自動車の運転ができるようになる前に自家用操縦士のライセンスを取得した。ニューカッスル大学に在学中、大学空軍隊に加わった。
1997年にイギリス空軍に加わり、2000年に訓練を終えた。マーフィーは、この間に数え切れないほどの賞を獲得した。ハリアー GR7は世界中を飛んで1000時間以上の飛行時間を達成し、パイロットとしてだけでなくトレーナーとしても行動した。
2006年にパイロットを務めながら、指揮官とチームリーダーになった。これは史上2番目に若いレッドアローズのメンバーとなった。

### エアロバティック競技
マーフィーは先述の通り、有名な空軍のアクロバットチーム「レッドアローズ」の元チームリーダーである。2016年からレッドブル・エアレース・ワールドシリーズのチャレンジャークラスに参加し、2018年からはマスタークラスに参加していた。
2019年のレッドブル・エアレース終了後、2022年開幕のワールドチャンピオンシップエアレース（WACR:World Championship Air Race）にもレースパイロットとして参加

## 結果

### レッドブル・エアレース・ワールドシリーズ

#### チャレンジャークラス
| 開催年 | 1   | 2   | 3   | 4   | 5   | 6   | 7   | 8   | ポイント | 勝利数 | 最終順位 |
| ------ | --- | --- | --- | --- | --- | --- | --- | --- | -------- | ------ | -------- |
| 2016年 | 4位 | DNP | 5位 | 2位 | 6位 | 3位 | 3位 | CAN | 20       | 0      | 6位      |
| 2017年 | 4位 | DNP | DNP | 3位 | 5位 | 5位 | 4位 | 3位 | 19       | 0      | 6位      |

備考: * CAN: 中止 * DNP: 不参加 * DNF: 途中棄権 * DSQ: 失格

#### マスタークラス
| 金色 | 銀色 | 銅色 | ポイント圏内完走                     | ポイント圏外完走                     |
| 1位  | 2位  | 3位  | 4-10位（2018年） 4-13位（2019年 - ） | 11位以下（2018年） 14位（2019年 - ） |

| 開催年 | 1     | 2     | 3     | 4     | 5    | 6     | 7    | 8    | ポイント | 勝利数 | 最終順位 |
| ------ | ----- | ----- | ----- | ----- | ---- | ----- | ---- | ---- | -------- | ------ | -------- |
| 2018年 | 6位5  | 10位1 | 11位0 | 8位3  | 5位6 | 13位0 | 4位7 | 4位7 | 29       | 0      | 7位      |
| 2019年 | 13位1 | 5位14 | 2位22 | 8位11 |      |       |      |      | 48       | 0      | 5位      |